# Paul Arizin
Paul Joseph Arizin (9 d'abril de 1928 – 12 de desembre de 2006), conegut amb el sobrenom de "Pitchin' Paul", fou un jugador de bàsquet estatunidenc que va disputar tota la seva carrera com a professional a l'NBA amb l'equip dels Philadelphia Warriors. Es va retirar amb la tercera millor marca d'anotació de la lliga, amb 16.266 punts. Fou nominat un dels 50 millors jugadors de la història de l'NBA elaborada l'any 1996.
Nat a Filadèlfia, fou el primer gran anotador de l'NBA, liderant aquesta categoria en la temporada 51-52 i la 56-57. Entre el seu assoliments esportius destaquen l'anell aconseguit amb els Philadelphia Warriors i el seu MVP a l'All-Star Game de 1952.